# Bang My Head
„Bang My Head” este un cântec al DJ-ului și producătorului francez David Guetta, cu vocale secudare din partea lui Sia și al rapperului american Fetty Wap, acesta este cântecul temă pentru viitorul film science fiction de groază din 2015 Victor Frankenstein. A fost lansat ca al doilea single de pe re-lansarea celui de-al șaselea album de studio al lui Guetta, Listen. Acesta a fost lansat pe cale digitală la 30 octombrie 2015. Versiunea originală a melodiei de pe album prezintă doar vocea lui Sia, dar al doilea vers a fost ulterior înlocuit cu vocea lui Fetty Wap pentru lansarea versiuni refăcută.